# Neoclytus hoegei
Neoclytus hoegei är en skalbaggsart som först beskrevs av Bates 1880.  Neoclytus hoegei ingår i släktet Neoclytus och familjen långhorningar.
Artens utbredningsområde är:
- Guatemala.
- Honduras.

Inga underarter finns listade i Catalogue of Life.